# Ronda de Spa da Fórmula Dois em 2009
A ronda em Spa irá ser o terceiro evento do Campeonato de Fórmula Dois da FIA em 2009. Nesta ronda, o campeonato irá acompanhar o campeonato International GT Open.

## Classificação

### Qualificação 1[1]
| Pos | Piloto                  | Tempo          |
| --- | ----------------------- | -------------- |
| 1   | Tobias Hegewald         | 2m08.890s      |
| 2   | Andy Soucek             | 2:08.981       |
| 3   | Robert Wickens          | 2:09.265       |
| 4   | Julien Jousse           | 2m09.458s      |
| 5   | Kazimieras Vasiliauskas | 2m09.813s      |
| 6   | Henry Surtees           | 2m10.325s      |
| 7   | Miloš Pavlović          | 2m10.419s      |
| 8   | Alex Brundle            | 2m10.487s      |
| 9   | Jolyon Palmer           | 2m10.521s      |
| 10  | Philipp Eng             | 2m10.754s      |
| 11  | Carlos Iaconelli        | 2m10.854s      |
| 12  | Jack Clarke             | 2m11.119s      |
| 13  | Henri Karjalainen       | 2m11.135s      |
| 14  | Germán Sánchez          | 2m11.137s      |
| 15  | Tom Gladdis             | 2m11.362s      |
| 16  | Armaan Ebrahim          | 2m11.485s      |
| 17  | Jason Moore             | 2m11.908s      |
| 18  | Jens Höing              | 2m12.010s      |
| 19  | Edoardo Piscopo         | 2m12.130s      |
| 20  | Natacha Gachnang        | 2m12.193s      |
| 21  | Sebastian Hohenthal     | 2m12.369s      |
| 22  | Mirko Bortolotti        | 2m12.836s      |
| 23  | Pietro Gandolfi         | 2m13.804s      |
| 24  | Nicola de Marco         | + de 2m17.912s |
| 25  | Mikhail Aleshin         | + de 2m17.912s |

### Qualificação 2[2]
| Pos | Piloto                  | Tempo          |
| --- | ----------------------- | -------------- |
| 1   | Tobias Hegewald         | 2m08.233s      |
| 2   | Robert Wickens          | 2m08.398s      |
| 3   | Andy Soucek             | 2m08.432s      |
| 4   | Alex Brundle            | 2m08.507s      |
| 5   | Julien Jousse           | 2m08.864s      |
| 6   | Miloš Pavlović          | 2m08.887s      |
| 7   | Mikhail Aleshin         | 2m09.135s      |
| 8   | Mirko Bortolotti        | 2m09.746s      |
| 9   | Kazimieras Vasiliauskas | 2m09.866s      |
| 10  | Philipp Eng             | 2m09.921s      |
| 11  | Carlos Iaconelli        | 2m10.004s      |
| 12  | Jolyon Palmer           | 2m10.385s      |
| 13  | Jack Clarke             | 2m10.397s      |
| 14  | Henri Karjalainen       | 2m10.529s      |
| 15  | Tom Gladdis             | 2m10.582s      |
| 16  | Jens Höing              | 2m10.600s      |
| 17  | Germán Sánchez          | 2m10.753s      |
| 18  | Sebastian Hohenthal     | 2m11.188s      |
| 19  | Jason Moore             | 2m11.196s      |
| 20  | Natacha Gachnang        | 2m11.387s      |
| 21  | Nicola de Marco         | 2m12.180s      |
| 22  | Pietro Gandolfi         | 2m12.972s      |
| 23  | Henry Surtees           | 2m13.951s      |
| 24  | Armaan Ebrahim          | 2m15.285s      |
| 25  | Edoardo Piscopo         | + de 2m17.209s |

### Corrida 1[3]
| 1                                                                  | Tobias Hegewald         | 11 | 1        | 25m59.481s | 10 |
| 2                                                                  | Miloš Pavlović          | 11 | 7        | +7.896s    | 8  |
| 3                                                                  | Julien Jousse           | 11 | 4        | +8.619s    | 6  |
| 4                                                                  | Andy Soucek             | 11 | 2        | +14.149s   | 5  |
| 5                                                                  | Tom Gladdis             | 11 | 12       | +19.406s   | 4  |
| 6                                                                  | Jack Clarke             | 11 | 15       | +19.955s   | 3  |
| 7                                                                  | Henri Karjalainen       | 11 | 13       | +21.720s   | 2  |
| 8                                                                  | Edoardo Piscopo         | 11 | 19       | +27.003s   | 1  |
| 9                                                                  | Mirko Bortolotti        | 11 | 22       | +34.193s   | 0  |
| 10                                                                 | Kazimieras Vasiliauskas | 11 | 5        | +36.390s   | 0  |
| 11                                                                 | Natacha Gachnang        | 11 | 20       | +43.088s   | 0  |
| 12                                                                 | Germán Sánchez          | 11 | 14       | +43.641s   | 0  |
| 13                                                                 | Nicola de Marco         | 11 | 24       | +44.839s   | 0  |
| 14                                                                 | Pietro Gandolfi         | 11 | 23       | +1m04.711s | 0  |
| 15                                                                 | Henry Surtees           | 11 | 6        | +1m11.026s | 0  |
| 16                                                                 | Jolyon Palmer           | 11 | 9        | +2m01.189s | 0  |
| 17                                                                 | Sebastian Hohenthal     | 10 | 21       | +1 volta   | 0  |
| 18                                                                 | Mikhail Aleshin         | 10 | +1 volta | 25         | 0  |
| 19 (Ret)                                                           | Philipp Eng             | 4  | DNF      | 10         | 0  |
| 20 (Ret)                                                           | Alex Brundle            | 2  | DNF      | 8          | 0  |
| 21 (Ret)                                                           | Carlos Iaconelli        | 1  | DNF      | 11         | 0  |
| 22 (Ret)                                                           | Robert Wickens          | 0  | DNF      | 3          | 0  |
| 23 (Ret)                                                           | Jens Höing              | 0  | DNF      | 18         | 0  |
| 24 (Ret)                                                           | Jason Moore             | 0  | DNF      | 17         | 0  |
| 25 (Ret)                                                           | Armaan Ebrahim          | 0  | DNS      | 16         | 0  |
| Volta mais rápida: Tobias Hegewald 2:09.812 (194.2 kph) na volta 4 |                         |    |          |            |    |

Nota: DNS: Não começou a corrida; DNF: Não acabou a corrida

### Corrida 2[5]
| 1                                                                  | Tobias Hegewald         | 15 | 33m04.856s | 1  | 10  |
| 2                                                                  | Andy Soucek             | 15 | +6.855s    | 3  | 8   |
| 3                                                                  | Robert Wickens          | 15 | +8.878s    | 2  | 6   |
| 4                                                                  | Miloš Pavlović          | 15 | +14.977s   | 6  | 5   |
| 5                                                                  | Alex Brundle            | 15 | +17.638s   | 4  | 5   |
| 6                                                                  | Julien Jousse           | 15 | +18.158s   | 5  | 4   |
| 7                                                                  | Kazimieras Vasiliauskas | 15 | +19.601s   | 9  | 2   |
| 8                                                                  | Mikhail Aleshin         | 15 | +20.451s   | 7  | 1   |
| 9                                                                  | Mirko Bortolotti        | 15 | +21.111s   | 8  | 0   |
| 10                                                                 | Carlos Iaconelli        | 15 | +27.803s   | 11 | 0   |
| 11                                                                 | Nicola de Marco         | 15 | +29.911s   | 21 | 0   |
| 12                                                                 | Sebastian Hohenthal     | 15 | +37.199s   | 18 | 0   |
| 13                                                                 | Natacha Gachnang        | 15 | +43.046s   | 20 | 0   |
| 14                                                                 | Edoardo Piscopo         | 15 | +43.546s   | 25 | 0   |
| 15                                                                 | Henri Karjalainen       | 15 | +44.082s   | 14 | 0   |
| 16                                                                 | Jens Höing              | 15 | +50.628s   | 16 | 0   |
| 17                                                                 | Pietro Gandolfi         | 15 | +1m04.634s | 22 | 0   |
| 18 (Ret)                                                           | Germán Sánchez          | 11 | DNF        | 17 | 0   |
| 19 (Ret)                                                           | Philipp Eng             | 8  | DNF        | 10 | 0   |
| 20 (Ret)                                                           | Henry Surtees           | 4  | DNF        | 23 | 0   |
| 21 (Ret)                                                           | Armaan Ebrahim          | 4  | DNF        | 24 | 0   |
| 22 (Ret)                                                           | Tom Gladdis             | 1  | DNF        | 15 | 0   |
| 23 (Ret)                                                           | Jolyon Palmer           | 0  | DNF        | 12 | 0   |
| 24 (Ret)                                                           | Jack Clarke             | 0  | DNF        | 13 | 0   |
| DNS                                                                | Jason Moore             | 0  | DNS        | 19 | DNS |
| Volta mais rápida: Tobias Hegewald 2:11.012 (192.4 Kph) na volta 2 |                         |    |            |    |     |

Nota: DNS: Não começou a corrida; DNF: Não acabou a corrida

## Tabela do campeonato após a ronda
Observe que somente as cinco primeiras posições estão incluídas na tabela.
Tabela do campeonato de pilotos
| Pos | Var     | Piloto           | Pontos |
| --- | ------- | ---------------- | ------ |
| 1   | Aumento | Andy Soucek      | 28     |
| 2   | Estável | Robert Wickens   | 26     |
| 3   | Estável | Julien Jousse    | 25     |
| 4   | Aumento | Tobias Hegewald  | 22     |
| 5   | Baixa   | Mirko Bortolotti | 21     |